# Sue Barker
Pour les articles homonymes, voir Barker.
Susan « Sue » Barker (née le 19 avril 1956 à Paignton dans le comté de Devon en Angleterre) est une joueuse de tennis britannique, professionnelle dans les années 1970 et jusqu'en 1984, devenue animatrice de télévision à partir de 1985.

## Carrière tennistique et télévisuelle

### Carrière tennistique
Dotée d'un revers particulièrement efficace, Sue Barker s'est imposée en simple dames à Roland-Garros en 1976 face à Renáta Tomanová, son unique titre du Grand Chelem. Elle a aussi été demi-finaliste à l'Open d'Australie (1975 et décembre 1977) et à Wimbledon (1977).
En 1981, aux côtés de Virginia Wade, elle perd en finale de la Coupe de la Fédération face à l'équipe américaine emmenée par Chris Evert.
Pendant sa carrière, elle a remporté quelque 25 tournois WTA (dont 12 en double dames) et battu toutes les meilleures mondiales de son époque, telles Bueno, Goolagong, King, Evert, Wade, Austin, Navrátilová, Casals ou Shriver.

### Carrière à la télévision
Après avoir arrêté la compétition en 1984, Sue Barker devient présentatrice sportive à la télévision dès l'année suivante sur Channel 7, puis BSkyB en 1990 et Sky Sports.
En 1993, elle est engagée sur BBC où elle commente chaque année les épreuves de Wimbledon. En 2022,  Sue prend sa retraite de présentatrice de la BBC et présentera son dernier Wimbledon cette même année. À partir de 1997, sur la même chaîne, elle anime une fois par semaine A Question of Sport, un populaire jeu à l'antenne depuis 1970.
Elle a été la conjointe du chanteur Cliff Richard et du golfeur Greg Norman.